# Sam Panopoulos
Sotirios "Sam" Panopoulos (Vourvoura, 20 augustus 1934 – London (Ontario), 8 juni 2017) was een Grieks-Canadees restauranthouder. Hij wordt beschouwd als bedenker van de pizza Hawaï.
Panopoulos werd geboren in Griekenland en emigreerde in 1954 naar Canada. Bij een tussenstop van de boot in Napels at hij voor het eerst pizza. In Chatham in Canada startte hij met twee broers een restaurant. De ligging, nabij de grens met de Verenigde Staten en daardoor beïnvloed door Amerikaans voedsel, zorgde ervoor dat in het begin van de jaren zestig de pizza op het menu verscheen. Panopoulos experimenteerde met verschillende toppings. In 1962 creëerde hij de pizza Hawaï, waarbij aan een pizza met tomatensaus en kaas, ham en ananas uit blik werden toegevoegd.
In 1980 verkocht Panopoulos zijn restaurant en verhuisde naar het nabijgelegen London (Ontario), waar hij in 1982 een nieuw restaurant opende. 
Rond 2010 pikten lokale media naar aanleiding van een vermelding op de Engelstalige Wikipedia het verhaal op dat Panopoulos de bedenker van de pizza Hawaï zou zijn. Dit werd door hemzelf bevestigd en later ook door internationale media en websites overgenomen.
Sam Panopoulos overleed in 2017 op 82-jarige leeftijd in een ziekenhuis in London. Bij zijn dood werd hij internationaal bestempeld als "uitvinder van de pizza Hawaï".